# Silke Abicht
Silke Abicht (* 7. Oktober 1968 in Leipzig) ist eine ehemalige deutsche Wasserspringerin. Sie startete in ihrer aktiven Zeit für den TSC Berlin und nahm für die Deutsche Demokratische Republik an den Olympischen Sommerspielen 1988 in Seoul teil. 

## Karriere
Sie wurde für die Olympischen Sommerspiele im Jahr 1988 nominiert und qualifizierte sich durch einen siebten Platz in der Qualifikation für das Finale im Turmspringen. Dort belegte sie in der Endabrechnung den achten Platz.